# Fièvre
Pour les articles homonymes, voir La Fièvre.

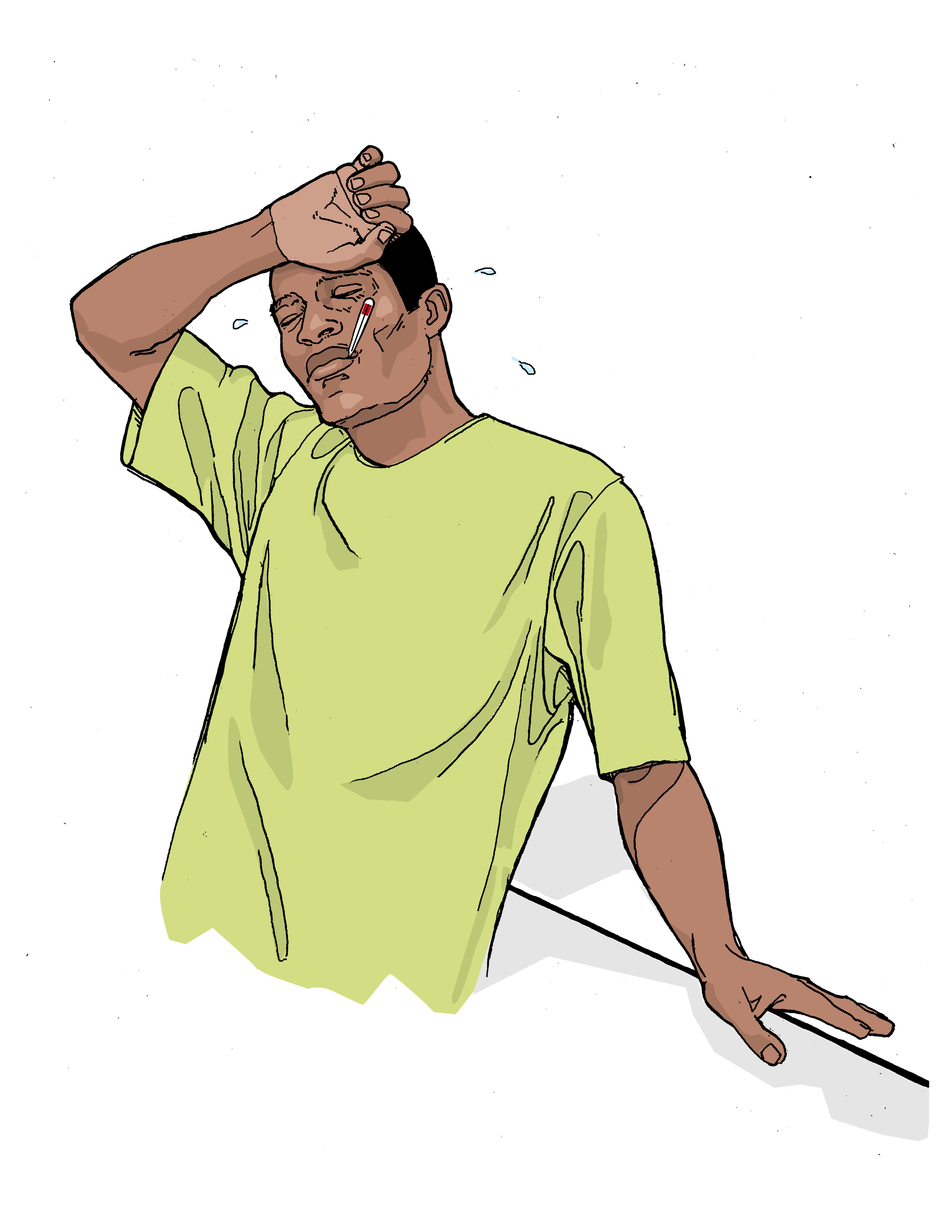

La fièvre, ou pyrexie, est l'état d'un animal à sang chaud (endotherme) ou à sang froid (ectotherme), dont la température interne est nettement supérieure (hyperthermie) à sa température ordinaire, de façon contrôlée.
Chez les endothermes (essentiellement les mammifères et les oiseaux), ce phénomène physiologique semble être principalement une réponse hypothalamique stimulée par des substances pyrogènes principalement libérées par les macrophages et/ou lors des phénomènes inflammatoires.
Chez l'humain, la fièvre accroît les défenses par plusieurs voies complémentaires : elle stimule l'immunité spécifique et non spécifique et la microbiostase (inhibition de la croissance) en diminuant le fer disponible pour les micro-organismes pathogènes afin de diminuer leur virulence. Le phénomène se déroule suivant trois phases :
- montée thermique ;
- plateau d’hyperthermie ;
- défervescence.

La température corporelle normale moyenne des humains est de 37 °C (entre 36,5 et 37,5 °C selon les individus et le rythme nycthéméral). La fièvre est définie par une température rectale au repos supérieure ou égale à 38,0 °C chez l'enfant, et supérieure à 37,2 °C à 37,5 °C chez l'adulte en fonction du moment de la journée. S'il n'existe pas de consensus concernant un seuil à partir duquel la fièvre elle-même serait dangereuse, certains auteurs estiment en se basant sur des données animales que le système nerveux central pourrait présenter des signes de souffrance à partir de 41,5 °C. Lorsque la fièvre est modérée, entre 37,7 et 37,9 °C, on l'appelle fébricule.
Chez certains ectothermes, la fièvre s'obtient en se déplaçant dans des zones plus chaudes ; cette fièvre est qualifiée de comportementale.

## Mesure de la température corporelle
Il n'existe pas de définition précise universellement admise de la fièvre notamment du fait de difficultés concrètes de mesure en situation clinique (la température mesurée dépend du moment de la journée, de la proximité d'un repas, de caractéristiques environnementales). Cependant, le Brighton Collaboration Fever Working Group s'accorde à la définir en 2004 comme relevant d'une température corporelle supérieure ou égale à 38 °C, et ce quelles que soient les modalités de mesure, l'âge ou les conditions environnementales. L'OMS de son côté, considère comme fiévreuse une température axillaire supérieure ou égale à 37,5 °C,,.
La température corporelle se mesure à l'aide d'un thermomètre médical. Suivant le placement de celui-ci, on parle de :
- température buccale : thermomètre placé dans la bouche (la méthode la plus courante dans les pays anglo-saxons, sauf pour les jeunes enfants) ;

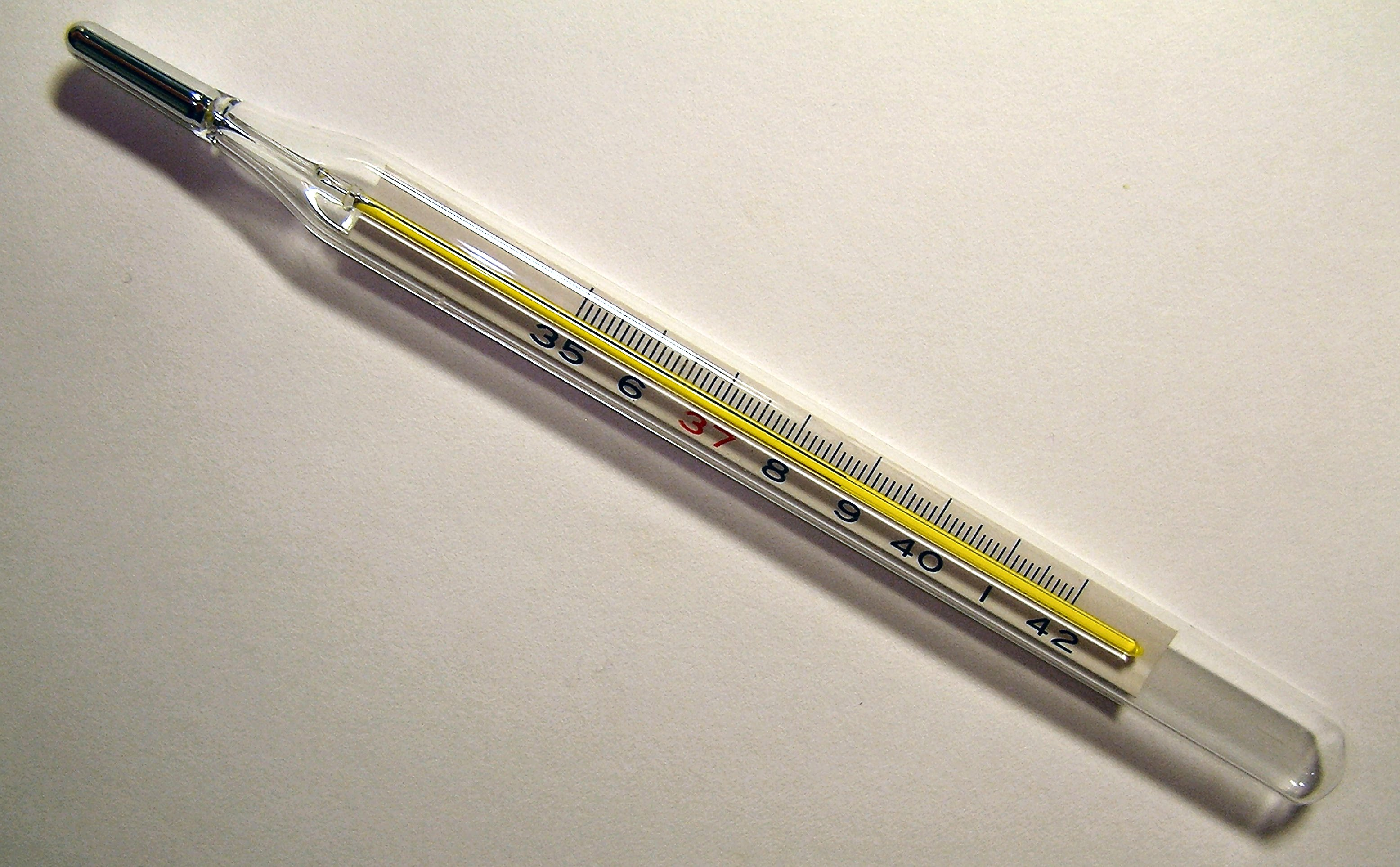
Un thermomètre clinique indiquant de fièvre.

- température rectale : bout du thermomètre placé dans le rectum via l'anus (la méthode la plus précise, traditionnellement conseillée pour les jeunes enfants) ;
- température axillaire : sous le bras. Cette mesure est moins précise que la mesure rectale. Selon les sources, la température axillaire est entre 0,5 °C[8],[9] et 0,9 °C[10] de moins que température rectale. Le CHU de Rouen ajoute systématiquement 0,9 °C à la mesure par thermomètre axillaire électronique[10] ;
- température tympanique : mesure infrarouge de la température du tympan.

La température buccale et la température axillaire étant moins élevées que la température rectale, prise comme référence, des corrections doivent être appliquées (+0,5 °C pour la buccale, +0,7 °C pour l'axillaire[réf. nécessaire]).

## Mécanismes
L'état d'homéothermie est maintenu par une commande centrale exercée par la partie antérieure de l'hypothalamus (« thermostat hypothalamique »). L'hypothalamus reçoit des informations provenant des neurones associés aux thermorécepteurs périphériques, et aussi du sang circulant. En retour l'hypothalamus envoie des informations vers les neurones périphériques qui contrôlent les pertes de chaleur (vasodilatation périphérique et sudation) ou la production de chaleur (frissons musculaires).
La fièvre est une hyperthermie qui dépend du contrôle hypothalamique, et qui se traduit par un trouble de régulation des mécanismes de perte ou de production de chaleur. L'augmentation de température par le thermostat résulte de l'effet de substances sanguines dites pyrogènes, exogènes ou endogènes.
Les pyrogènes exogènes proviennent de micro-organismes infectants, comme l'endotoxine des bactéries gram-négatives, ou les toxines des bactéries gram-positives, soit par action directe sur le thermostat, soit par action indirecte en activant la production de pyrogènes endogènes par les cellules de l'hôte (leucocytes).
Les leucocytes peuvent produire des pyrogènes endogènes capables d'induire un état fébrile. Il s'agit de protéines solubles de la famille des cytokines, parmi les plus importantes : l'interleukine 1, le TNF, les interférons... La plupart des cellules de l'organisme, soumises à des stress cellulaires, peuvent produire des pyrogènes. Ceci explique que tout état fébrile n'indique pas forcément une maladie infectieuse.
Les cytokines agissent sur des récepteurs spécifiques présents sur toutes les cellules de l'organisme, comme les récepteurs Toll qui activent les mécanismes inflammatoires. Ces derniers se traduisent notamment par une extravasation des leucocytes et leur migration vers les tissus pour neutraliser l'agent agresseur. Lorsque l'agression est maitrisée par les réponses inflammatoires et immunitaires, le thermostat hypothalamique induit un retour de la température corporelle à la normale.
La fièvre est donc considérée comme une réaction de défense de l'organisme contre une agression microbienne, physique ou chimique, qui s'est conservée tout au long de l'évolution des vertébrés. Son avantage se voit le plus clairement chez les poissons et les poïkilothermes (animaux « à sang froid ») qui résistent mieux aux infections en augmentant la température de leur corps. Chez les mammifères, les avantages sont plus faibles (l'augmentation étant relativement plus limitée). De plus une fièvre très élevée (supérieure à 41 °C) peut léser le système nerveux central, d'où un probable système de régulation empêchant que la fièvre ne dépasse un certain plafond.

## Étiologie
La fièvre est un signe médical fréquent. Il appartient au médecin d'essayer de la rattacher à une étiologie (diagnostic) et d'évaluer sa gravité.
Pour établir un diagnostic devant ce signe le médecin recherchera ses caractéristiques sémiologiques :
- sexe ;
- âge ;
- antécédents ;
- ethnie ;
- facteurs de risques ;
- caractère aigu / prolongé ;
- lieu de séjour ;
- fièvre isolée ou regroupement syndromique ;
- incidence et prévalence locales et saisonnières, etc.

En médecine générale, le plus souvent (selon l'étude dite du « carré de White »), la fièvre conduira vers un diagnostic de pathologie bénigne.
La cause de la fièvre peut être infectieuse (bactérie, virus ou parasite) ou non infectieuse (par exemple Vascularite, thrombose veineuse profonde ou effet secondaire). La fièvre due à une infection bactérienne est généralement plus élevée que celle due à un virus.
Malgré leurs faibles prévalences dans les pays occidentaux, il est indispensable que le médecin sache écarter des atteintes particulièrement graves :
- au retour d'un voyage : paludisme ;
- si fièvre persistante : tuberculose ;
- associée à des douleurs articulaires : arthrite septique ;
- isolée, chez l'homme : prostatite ;
- en cas de souffle cardiaque : endocardite infectieuse ;
- si présence d'un purpura associé : purpura fulminans.

## Réponse thérapeutique
Voici ce que constate l'ANSM sur la fièvre de l'enfant, par la plume d'Aude Chaboissier : 

« Les bénéfices attendus du traitement sont désormais plus centrés sur l'amélioration du confort de l'enfant que sur un abaissement systématique de la température, la fièvre ne représentant pas, par elle-même et sauf cas très particuliers, un danger. »

Au cas par cas (par exemple : antécédents convulsifs, allergie, comorbidité, fiabilité de l'entourage, traitements associés, etc.) le médecin doit peser le rapport entre les bénéfices attendus et les risques encourus (hépatotoxicité, cardiotoxicité, syndrome de Lyell, choc anaphylactique, cellulite faciale, etc.) avant de prescrire ou non des antipyrétiques.
Attitudes pratiques pour la prise en charge d'une fièvre persistante supérieure à 38,5 °C :
- recourir à des mesures physiques simples : avant toute prise de médicament, il faut éviter de couvrir l'enfant, ne pas le maintenir dans une pièce surchauffée et lui donner à boire autant et aussi souvent que possible ; ceci, sans qu'il soit indispensable de lui donner un bain tiède comme cela était classiquement conseillé ;
- si prescrit on peut donner une seule classe de médicaments antipyrétiques en tenant compte des contre-indications et des précautions d'emploi qui lui sont propres ;
- brumiser de l'eau sur le visage pour rafraîchir si besoin[13].

Ces recommandations concernent le confort de l'enfant et ne font ni baisser, ni n’élèvent la température car le thermostat hypothalamique mettra en marche les mécanismes de thermogenèse (si l'enfant est trop refroidi) et de thermolyse (si l'enfant est dans un environnement trop chauffé) afin de laisser le corps à la température prévue tant que les mécanismes immunitaires seront activés.
Devant une fièvre de l'enfant, dans les pays occidentaux, il est fréquent de demander un avis diagnostic auprès d'un médecin généraliste pour affirmer le caractère bénin de l'épisode afin que l'enfant puisse être pris en charge par des adultes rassurés.
Toutefois, un diagnostic médical est primordial si la fièvre de l'enfant présente des caractéristiques inhabituelles : nourrissons, fièvre plus élevée qu’habituellement, durée et évolution inhabituelle, comportements inhabituels (pleurs continus, fatigue, agitation, etc.), teint inhabituel, éruptions cutanées, signes d'accompagnements (vomissements par exemple), épidémie locale de pathologies potentiellement graves (méningite). La poussée dentaire n'est pas une cause de fièvre.
Au-dessus de 40 °C, la température peut être un signe de maladie grave et peut être mal tolérée par l'organisme. Par exemple, chez les personnes ayant une prédisposition, le risque de convulsion augmente.

## Fièvre et risques de convulsions
Chez le jeune enfant, cette fièvre peut entraîner des convulsions qui, si elles sont impressionnantes, sont en général bénignes ; il faut toutefois impérativement éviter que cette situation ne se prolonge, il faut donc abaisser lentement la température de l'ensemble du corps.
On préconisait auparavant de donner systématiquement des bains d'eau dont la température est de 2 °C en dessous de la température du bébé, et la prescription médicale consistait souvent en une bithérapie aspirine-paracétamol ; la chute de la température était une priorité avec trois objectifs : empêcher le développement de l'hyperthermie maligne, éviter les convulsions fébriles et améliorer le confort de l'enfant.
Cependant, aucune étude récente n'a mis en évidence l'effet des antipyrétiques pour la prévention des convulsions, et par ailleurs, seuls certains enfants (2 à 5 %) sont sujets aux convulsions.

## Quand consulter?
Une fièvre réelle (supérieure à 38 °C) chez un enfant doit toujours donner lieu à une consultation médicale, mais rarement aux urgences de l'hôpital sauf pour les nourrissons de moins de 3 mois.
Il convient de prendre contact rapidement avec un médecin (le Samu en France) afin d'avoir des conseils et éventuellement une intervention médicalisée en présence de signes de gravité tels que : 
- température supérieure à 40 °C ;
- perte de poids ;
- convulsions qui se répètent ou durent malgré le refroidissement ;
- taches sur la peau ;
- troubles de la conscience ;
- pleurs incessants.

Avant d'aller consulter un médecin, il est nécessaire d'attendre 24 h pour un enfant entre 4 mois et moins de 2 ans puis 48 h pour un enfant de 2 ans et plus, sauf si les symptômes s'aggravent.

## Traitement
La fièvre ayant un rôle dans la lutte contre l'infection, pour un enfant n'étant pas sujet aux convulsions et hors urgence (voir ci-dessus), l'administration d'antipyrétique n'est plus systématique, et n'est envisagée qu'à partir de 38,5 °C. On conseille alors plutôt le paracétamol en monothérapie,,.
L'utilisation de l'ibuprofène chez l'enfant est controversée,. Il peut y avoir des effets secondaires rares mais graves chez l'enfant varicelleux.
Chez l'adulte admis à l’hôpital ou non, faire baisser la fièvre de manière médicamenteuse ou non n'a aucune incidence sur la mortalité ou la survenue d'effets indésirables graves. Par contre chez les patients atteint de sepsis, la mortalité est fortement corrélée négativement à la température corporelle.

## Pyrétothérapie ou pyrétite
Par le passé, la fièvre a pu être délibérément provoquée dans un but de guérison. C'est ce que l'on a appelé « la pyrothérapie ». C'est le Dr Konteschweller Titus qui forgea le mot « pyrétothérapie » en 1918 rappelant notamment à cette fin l'usage du vaccin contre la typhoïde. Cette approche obtint une certaine reconnaissance avec la mise au point par Julius Wagner-Jauregg de la malariathérapie pour la guérison de la syphilis (cela lui valut le Nobel en 1927). D'autres procédés ont été utilisés,,,, que l'avènement des antibiotiques notamment ont relégué dans un oubli presque total. Dans les dernières années cependant – notamment dans le domaine de la lutte anticancéreuse – la réévaluation de la littérature à l'aune des connaissances contemporaines suscite un regain d'intérêt pour la - fever therapy, pyrétothérapie ainsi que pour la thermothérapie (élévation de la température par voie externe),.

## La fièvre chez les ectothermes
Tout comme chez les organismes endothermes, chez les ectothermes, la température de la fièvre augmente la capacité défensive de l'hôte en diminuant le taux de réplication des pathogènes et en augmentant l'efficacité du système immunitaire. En effet, la fièvre est une défense immunitaire ancienne avec des mécanismes physiologiques apparemment bien conservés au sein d'une large diversité de taxons d'invertébrés et de vertébrés. Pour ce faire, certains ectothermes modifient leurs comportements habituels assurant leur thermorégulation : ils se placent dans des endroits chauds afin d'élever leur température. Ce mécanisme, nommé fièvre comportementale a été identifié dans les années 1970 chez les iguanes du désert, les crapets arlequins et les têtards. Il concerne aussi les poissons et les insectes. Il permet aux insectes fébriles d'acquérir une survie et une fécondité supérieures aux non fébriles, mais l'atteinte et le maintien de la température élevée exigent des efforts coûteux pour l'organisme, parfois mortels.
Dans le cas d'une infection fongique par Beauveria bassiana de la Mouche domestique, les hautes températures ont un effet négatif sur la croissance du champignon. Au petit matin, lorsque le champignon s'est développé à sa température optimale tout au long du cycle de la nuit, les immunosuppresseurs sont à des niveaux élevés et la réponse fébrile est la plus intense, pendant au maximum deux heures. À mesure que les facteurs immunitaires exogènes sont réduits ou éliminés de l'hémolymphe, la mouche se déplace progressivement vers des zones plus fraîches. Pendant la nuit, le champignon se rétablit, car la mouche ne peut pas exprimer de fièvre pour supprimer la croissance fongique. Et le cycle recommence le lendemain. La Mouche domestique provoque également des intensités de fièvre différentes, sélectionnant des températures plus élevées lorsqu'elle est infectée par une dose fongique plus élevée, montrant ainsi une capacité à gérer le bénéfice-risque de la fièvre.

### Livres anciens
- Recherches sur les fièvres, selon qu'elles dépendent des variations des saisons, et telles qu'on les a observées à Londres pendant les vingt années consécutives  (avec des observations de pratique sur la meilleure manière de les guérir. Suivies de L'histoire des constitutions épidémiques de Saint-Domingue, et de la description de la fièvre jaune). Tome premier. William Grant, traduit par Jean-Baptiste-René Pouppé-Desportes, édition de 1821
- Du typhus d'Amérique ou fièvre jaune, François-Victor Bally (1775-1866). Édition : Paris : Imprimerie de Smith. 1814.
- De la dengue : fièvre éruptive des pays chauds, et de sa distribution géographique: thèse pour le doctorat en médecine présentée et soutenue le 25 juin 1875, Albert  Morice (1848-1877).